# Castelvetere in Val Fortore
Castelvetere in Val Fortore – miejscowość i gmina we Włoszech, w regionie Kampania, w prowincji Benewent.
Według danych na I 2009 gminę zamieszkiwało 1478 osób przy gęstości zaludnienia 42,9 os./1 km².